# Glyphocrangon hakuhoae
Glyphocrangon hakuhoae is een garnalensoort uit de familie van de Glyphocrangonidae. De wetenschappelijke naam van de soort is voor het eerst geldig gepubliceerd in 1994 door Takeda & Hanamura.